# Nicola Larini
Nicola Giuseppe Larini (Lido di Camaiore, 19 de março de 1964) é um automobilista italiano. Participou de 75 grandes prêmios, estreando em 6 de setembro de 1987. Tem em sua carreira um pódio, e um total de sete pontos em campeonatos mundiais.

## Carreira
Larini começou a carreira automobilística na Fórmula Itália em 1983, quando então transferiu-se para a Fórmula Abarth em 1984, terminando o campeonato na terceira colocação. Ele também iniciou na Fórmula 3 italiana na mesma temporada. Em 1986 ganhou o título de campeão pela Coloni, pilotando um Dallara, e participou pela mesma equipe, por um curto período, da Fórmula 3000 no ano seguinte. Sua rápida ascensão continuou quando a Coloni entrou para participar de duas etapas do campeonato de Fórmula 1 de 1987. Larini não conseguiu a classificação para o Grande Prêmio da Itália, mas chegou a correr no Grande Prêmio da Espanha, não conseguindo, contudo, terminar a prova.
Em 1988 ele assinou contrato com a equipe Osella e recebeu elogios pelo seu bom desempenho, mesmo tendo a sua disposição um carro não competitivo. Nesse período, seu melhor resultado foi um 9º lugar no Grande Prêmio de Mônaco. Ele permaneceu na Osella em 1989, seu carro continuou a ter dificuldades para se pré-qualificar nas etapas da temporada. Contudo, Larini permanecia brilhando, estava em 6º lugar no Grande Prêmio de San Marino, quando o seu carro teve um problema mecânico, e por sequencia um acidente. Quatro corridas depois, no Grande Prêmio do Canadá, por nove voltas seguidas chegou a ocupar a 3ª posição, até surgir um problema elétrico e mais um abandono. Com um carro pouco competitivo, Larini conseguiu a melhor classificação de uma corrida dele, com a 10ª posição no Grande Prêmio do Japão, mas na prova, o piloto abandonou com problemas nos freios.
Em 1990 ele transferiu-se para a tradicional Ligier, mas a equipe francesa possuía um carro de desempenho mediano para a competição. Nenhum ponto obtido, porém da corrida do México até a Austrália, onze corridas seguidas concluídas. Dois 7º lugares foram as melhores colocações conseguidas por Larini naquele ano, desempenho melhor que o obtido pelo seu companheiro de equipe, o experiente Philippe Alliot.
Larini então mudou-se foi para a nova equipe, a Modena Team, em 1991, mais uma vez encontrando dificuldades na pré-qualificação. Ele conseguiu iniciar a temporada e como melhor resultado de todo o campeonato da estreante equipe com um 7º lugar no Grande Prêmio dos Estados Unidos, mas a novata equipe teve sérios problemas financeiros e não conseguiu desenvolver melhor o carro. Como consequência, o italiano conseguiu apenas qualificar o carro para mais quatro corridas em toda a temporada. No final do ano, a equipe encerrava as suas atividades na categoria.
Em 1992, ele não esteve animado para participar dos Grand Prix, porém assinou um contrato com a Ferrari para desenvolver seu sistema de suspensão ativa. Larini manteve ainda seus instintos de corredor ao ganhar o campeonato italiano de Touring Cars pela Alfa Romeo e foi chamado pela equipe de Fórmula 1 da Ferrari para encerrar a temporada, substituindo o desmotivado Ivan Capelli como piloto de teste da suspensão ativa do carro. Ele causou boa impressão, mas iniciou as duas corridas na última fila da largada devido a problemas técnicos. Em 1993, ele continuou sendo piloto de teste da Ferrari e participando das corridas de touring cars, desta vez ganhando o título alemão para a Alfa.
Em 1994, ele teve outra chance na Ferrari, na segunda prova do campeonato substituiu Jean Alesi, que sofreu um acidente durante os testes em Mugello. Ele obteve a 7ª posição na qualificação para o Grande Prêmio do Pacífico, mas envolveu-se em uma colisão com a Williams de Ayrton Senna logo na primeira curva após a largada e abandonou a corrida prematuramente. Na sua última prova pela equipe italiana, no Grande Prêmio de San Marino, ele largou na 6ª posição (a melhor em toda a sua carreira); na corrida, conseguiu uma excepcional segunda colocação, mas a conquista de seus primeiros pontos foi ofuscada pelas trágicas mortes dos pilotos Roland Ratzenberger e de Ayrton Senna. No restante do ano, Larini participou unicamente das corridas de touring cars com a Alfa Romeo, ficando em 3º lugar nas séries alemãs.
Pela Alfa, Larini continuou correndo ainda pelos dois anos seguintes, obtendo a sexta classificação nas séries alemãs de 1995, e décima primeira nas séries italianas em 1996. Contudo, em 1997 seus contatos com a Ferrari o levaram a assinar com a Sauber, que utilizava motores da própria Ferrari. Em seu retorno à Fórmula 1, Larini conseguiu marcar um ponto com o sexto lugar no Grande Prêmio da Austrália, mas, depois de cinco corridas e uma série de desentendimentos com Peter Sauber, ele resolveu deixar a equipe.
Desde então, Larini tem sido por muitos anos um piloto exclusivo de touring cars, outra vez pela Alfa, e desde 2005 está na Chevrolet.

## Todos os Resultados de Nicola Larini na Fórmula 1
(legenda)
| Ano  | Nome Oficial da Equipe   | Chassis       | Motor                | 1         | 2         | 3         | 4         | 5         | 6         | 7         | 8         | 9         | 10        | 11        | 12        | 13        | 14        | 15        | 16        | 17  | Pontos   | Posição  |
| ---- | ------------------------ | ------------- | -------------------- | --------- | --------- | --------- | --------- | --------- | --------- | --------- | --------- | --------- | --------- | --------- | --------- | --------- | --------- | --------- | --------- | --- | -------- | -------- |
| 1987 | Coloni Racing Car System | Coloni FC187  | Ford DFZ V8          | BRA       | SMR       | BEL       | MON       | DET       | FRA       | GBR       | ALE       | HUN       | AUT       | ITA NQ G  | POR       | ESP Ret G | MEX       | JAP       | AUS       |     | 0        | NC       |
| 1988 | Osella Squadra Corse     | Osella FA1I   | Osella 890T V8 Turbo | BRA NQ G  |           |           |           |           |           |           |           |           |           |           |           |           |           |           |           | 0   | NC (27º) |          |
| 1988 | Osella Squadra Corse     | Osella FA1L   | Osella 890T V8 Turbo |           | SMR EXC G | MON 9º G  | MEX NQ G  | CAN NQ G  | DET Ret G | FRA Ret G | GBR 19º G | ALE Ret G | HUN NPQ G | BEL Ret G | ITA Ret G | POR 12º G | ESP Ret G | JAP Ret G | AUS NPQ G | 0   | NC (27º) |          |
| 1989 | Osella Squadra Corse     | Osella FA1M   | Ford DFR V8          | BRA DSQ P | SMR 12º P | MON NPQ P | MEX NPQ P | EUA NPQ P | CAN Ret P | FRA NPQ P | GBR Ret P | ALE NPQ P | HUN NPQ P | BEL NPQ P | ITA Ret P | POR EXC P | ESP Ret P | JAP Ret P | AUS Ret P |     | 0        | NC (33º) |
| 1990 | Ligier Gitanes           | Ligier JS33B  | Ford DFR V8          | EUA Ret G | BRA 11º G | SMR 10º G | MON Ret G | CAN Ret G | MEX 16º G | FRA 14º G | GBR 10º G | ALE 10º G | HUN 11º G | BEL 14º G | ITA 11º G | POR 10º G | ESP 7º G  | JAP 7º G  | AUS 10º G |     | 0        | NC (19º) |
| 1991 | Modena Team SpA          | Lambo 291     | Lamborghini 3512 V12 | EUA 7º G  | BRA NPQ G | SMR NPQ G | MON NPQ G | CAN NPQ G | MEX EXC G | FRA NPQ G | GBR NPQ G | ALE Ret G | HUN 16º G | BEL NQ G  | ITA 16º G | POR NQ G  | ESP NQ G  | JAP NQ G  | AUS Ret G |     | 0        | NC (28º) |
| 1992 | Scuderia Ferrari SpA     | Ferrari F92A  | Ferrari 040 V12      | RSA       | RSA       | BRA       | ESP       | SMR       | MON       | CAN       | FRA       | GBR       | ALE       | HUN       | BEL       | ITA       | POR       | JAP 11º G | AUS 12º G |     | 0        | NC (29º) |
| 1994 | Scuderia Ferrari         | Ferrari 412T1 | Ferrari 043 V12      | BRA       | PAC Ret G | SMR 2º G  | MON       | ESP       | CAN       | FRA       | GBR       | ALE       | HUN       | BEL       | ITA       | POR       | EUR       | JAP       | AUS       |     | 6        | 14º      |
| 1997 | Red Bull Sauber Petronas | Sauber C16    | Petronas SPE-01 V10  | AUS 6º G  | BRA 11º G | ARG Ret G | SMR 7º G  | MON Ret G | ESP       | CAN       | FRA       | GBR       | ALE       | HUN       | BEL       | ITA       | AUT       | LUX       | JAP       | EUR | 1        | 19º      |